# Airwolf (datorspel)
Airwolf är en serie shooter-tvspel baserade på TV-serier med samma namn. Det första spelet baserat på serien släpptes för ZX Spectrum av Elite Systems 1984. Spelet släpptes också på Commodore 64, Amstrad CPC och Atari 8-bitarsfamiljen. En uppföljare, Airwolf II, släpptes 1986.
NES-versionen var inte en port av arkadspelet utan utvecklades istället av Beam Software och släpptes av Acclaim 1988. Spelet placerar spelaren i cockpiten i Airwolf-helikoptern och försöker skjuta ner fiendens flygplan och rädda fångar.